# Johan Arnold von Goldstein
Johan Arnold (eg. Arend) von Goldstein, född 1606, död 30 maj 1653, var en svensk generalmajor som deltog vid Slaget vid Jankov år 1645 under Trettioåriga kriget. Han var son till David von Goldstein och Anna von der Horst. Tillsammans med Maria von Lewald fick han tre döttrar och en son.